# Касий Агрипа
Касий Агрипа или Агрипин (на латински: Cassius Agrippa; Agrippinus) e политик и сенатор на Римската империя през 2 век.
През 130 г. той е суфектконсул заедно с Тиберий Клавдий Квартин.